# Marianna Laba

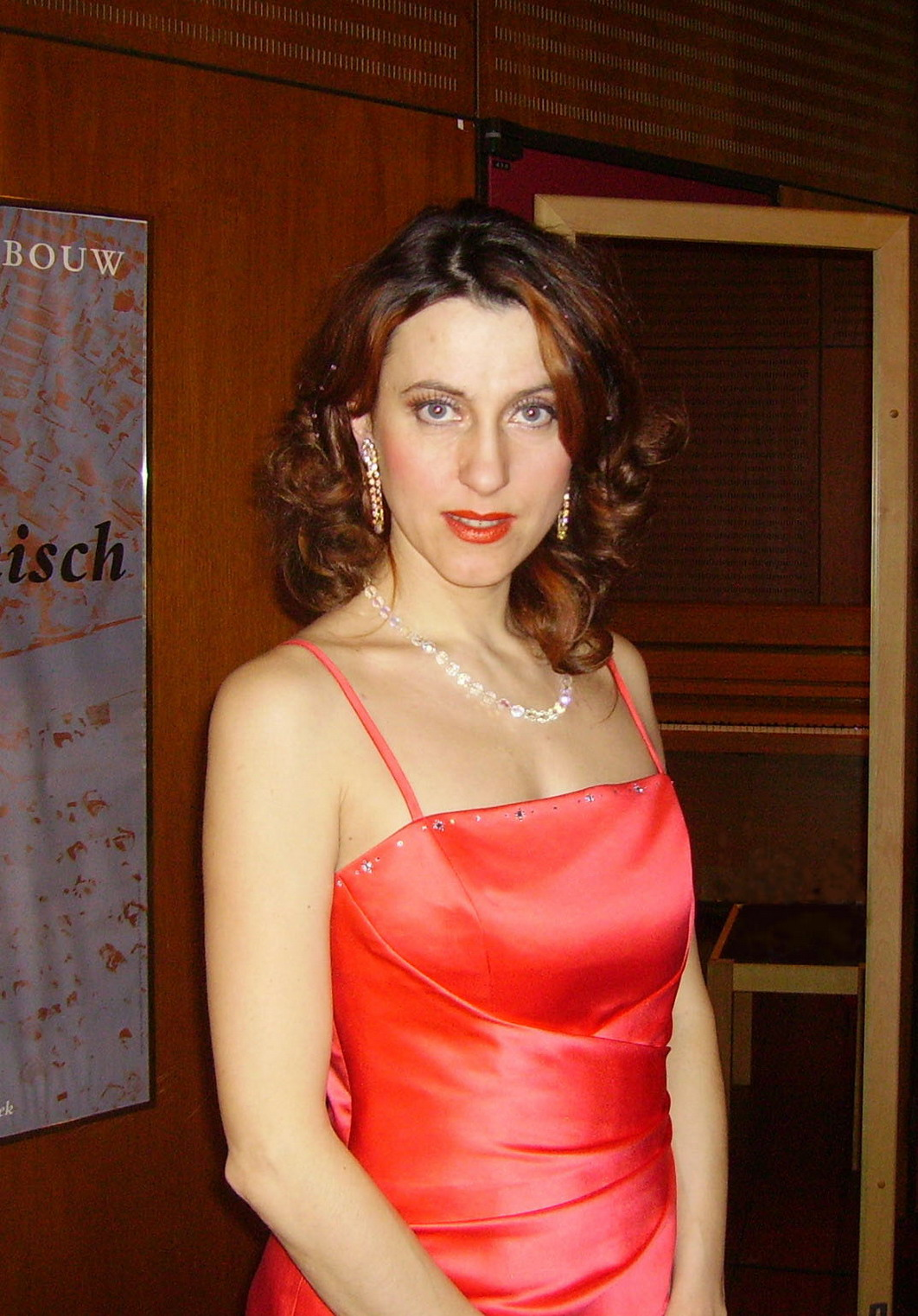
Marianna Laba (2009)

Marianna Mykolaivna Laba (ukrainisch Маріанна Миколаївна Лаба; * 7. September 1968 in Serebrjanyje Prudy, Oblast Moskau, Sowjetunion) ist eine ukrainische Sopranistin.

## Lebenslauf
Laba entstammt einer Familie von professionellen Musikern. Ihr aus der Oblast Tscherniwzi stammender Vater war als Direktor einer Musikschule tätig. Ihre aus Ungarn stammende Mutter sang im Chor, den ihr Vater leitete. Später siedelte die Familie wieder in die Ukraine in die transkarpatische Stadt Chust um.
Schon im Alter von vier Jahren begann Laba zu musizieren und erhielt Violin- und Klavierunterricht. Von 1983 bis 1987 studierte sie an der Uzhgoroder Staatlichen Musikschule in der Klasse für Violine und schloss das Diplom als Orchestermusikerin und Musiklehrerin mit Auszeichnung ab. Von 1987 bis 1995 studierte sie Gesang an der Lemberger Lysenko-Musikakademie. Seit 1996 ist sie Solosängerin bei der Lemberger Philharmonie, und seit 2002 auch beim Lwiwer Haus der Orgel- und Kammermusik.
Bereits während des Studiums gastierte sie als Solistin in Österreich, Deutschland, und Kanada. Sie trat bei Festivals in Polen, Österreich, Deutschland, Tschechien, Ungarn, Frankreich, Portugal, und Belarus auf.
Im Jahr 2006 war sie Teilnehmerin einer großen Gastspielreise mit den von Matthias Kendlinger geleiteten K&K Philharmonikern durch verschiedene Länder Europas. 2008 und 2009 gastierte im Rahmen von Strauß-Galas mit dem Akademischen Symphonie-Orchester der Lemberger Philharmonie unter der Leitung von Aydar Toribaev.
Labas Repertoire umfasst unter anderem Werke von Vivaldi,  Bach, Händel, Scarlatti, Paisiello, Pergolesi, Stradella, Cimarosa. Sie ist auch Solistin beim Ensemble altertümlicher Musik „Lwiws’ki Menestreli“ („Lwiwer Menestrels“).
Sie arbeitete zusammen Dirigenten wie Jerzy Kossak (Polen), Wojtek Mrozek (Polen), Dieter Wagner (Deutschland), Gungard Mattes (Schweiz), Yuriy Luciw, Serhiy Burko, Volodymyr Syvokhip, Gennady Fiskov, Roman Filipchuk, Myron Yusypovych (Ukraine) und Aydar Toribaev (Kasachstan).
Sie ist Teilnehmerin des ukrainisch-polnischen Projekts unter der Schirmherrschaft des Polnischen Präsidenten zur Aufführung des Oratoriums von Mieczysław Sołtys Śluby Jana Kazimierza und stellte die Ukraine als Künstlerin in den Botschaften von Kanada und Belarus vor.
Seit 2007 ist sie zudem Sängerin der Lemberger Gothic-Metal-Band Polynove Pole.
Sie wohnt und arbeitet in Lemberg und hat einen Sohn.

## Auszeichnungen
- Verdienter Künstler der Ukraine[5]

## Diskographie

### CDs
- 2002 Музика для всіх („Musik für alle“) – mit dem Akademischen Kammerorchester „Lwiwer Virtuosen“ im Programm „Lwiwer Mozart“.
- 2003 Музика Габсбургського Львова („Musik der Habsburger Lwiw“) – Musiksammlung.
- 2004 Сонячні Іриси („Solar Schwertlinien“) – Yaroslaw Myzykas Autoren-Album.
- 2009 На Семи Вітрах („Auf sieben Winde“) – als Leadsängerin von Polynove Pole („Wermutsfeld“)[6]

### EPs
- 2008 Чисті Душі („Reine Seelen“) – als Leadsängerin von Polynove Pole („Wermutsfeld“).
- 2009 Під Холодним Каменем („Unter dem kalten Stein“) – als Leadsängerin von Polynove Pole („Wermutsfeld“).